# Шабло, Дидье
Дидье́ Шабло́ (фр. Didier Chabloz) — швейцарский кёрлингист и тренер по кёрлингу.
В качестве тренера мужской сборной Швейцарии участник чемпионата мира 2004 и чемпионата Европы 2003.

## Команды
| Сезон   | Четвёртый    | Третий         | Второй      | Первый            | Запасной | Турниры |
| ------- | ------------ | -------------- | ----------- | ----------------- | -------- | ------- |
| 1996—97 | Штефан Трауб | Roland Müggler | Дидье Шабло | Jerome Chabloz    |          |         |
| 2003—04 | Штефан Трауб | Марио Гросс    | Дидье Шабло | Hans-Martin Moser |          | [ 2 ]   |

(скипы выделены полужирным шрифтом)

## Результаты как тренера
национальных сборных
| Год  | Турнир                                       | Сборная             | Место |
| ---- | -------------------------------------------- | ------------------- | ----- |
| 2003 | Чемпионат Европы по кёрлингу 2003            | Швейцария (мужчины) | 4     |
| 2004 | Чемпионат мира по кёрлингу среди мужчин 2004 | Швейцария (мужчины) | 6     |

клубных команд
| Год  | Турнир                                            | Команда/Скип      | Место |
| ---- | ------------------------------------------------- | ----------------- | ----- |
| 2003 | Чемпионат Швейцарии по кёрлингу среди мужчин 2003 | Бернхард Вертеман | 1     |
| 2012 | Чемпионат Швейцарии по кёрлингу среди мужчин 2012 | Бернхард Вертеман | 6     |
| 2013 | Чемпионат Швейцарии по кёрлингу среди мужчин 2013 | Бернхард Вертеман | 2     |